# ستيف هيسلوب
ستيف هيسلوب (بالإنجليزية: Steve Hislop)‏ مواليد 11 يناير 1962 - الوفاة 30 يوليو 2003، كان متسابق دراجات نارية اسكتلندي فاز بكأس جزيرة مان السياحية. نافس في سباقات بطولة العالم للسوبربايك.

## البطولات
- كأس جزيرة مان السياحية 1987
- كأس جزيرة مان السياحية 1994

## روابط خارجية
- ستيف هيسلوب على موقع WorldSBK.com (الإنجليزية)
- ستيف هيسلوب قاعة قاعة إسكتلندا للمشاهير الرياضية (الإنجليزية)